# Старолещинский сельсовет
Староле́щинский сельсове́т — муниципальное образование со статусом сельского поселения в Солнцевском районе Курской области.
Административный центр — село Старый Лещин.

## История
Законом Курской области от 15 августа 1996 года № 6-ЗКО на территории Старолещинского сельсовета образовано муниципальное образование Старолещинский сельсовет.
Законом Курской области от 21 октября 2004 года № 48-ЗКО (в ходе муниципальной реформы 2006 года) муниципальное образование Старолещинский сельсовет наделено статусом сельского поселения.
Законом Курской области от 26 апреля 2010 года № 26-ЗКО муниципальное образование Старолещинский сельсовет и муниципальное образование Лещиноплатавский сельсовет были преобразованы путём объединения в муниципальное образование Лещинский сельсовет, с декабря 2010 года — в Старолещинский сельсовет.

## Население
| 2002  | 2010  | 2012  | 2013  | 2014  | 2015  | 2016  |
| ----- | ----- | ----- | ----- | ----- | ----- | ----- |
| 820   | ↗1243 | ↘1185 | ↘1140 | ↘1099 | ↘1087 | ↘1046 |
| 2017  | 2018  | 2019  | 2020  | 2021  |       |       |
| ↘1031 | ↘1009 | ↘974  | ↘969  | ↗972  |       |       |

## Состав сельского поселения
| №  | Населённый пункт         | Тип населённого пункта       | Население |
| -- | ------------------------ | ---------------------------- | --------- |
| 1  | Богдановка               | деревня                      | ↘42       |
| 2  | Большая Козьмодемьяновка | деревня                      | ↘213      |
| 3  | Гололобовка              | село                         | ↘84       |
| 4  | Горенка                  | деревня                      | ↘96       |
| 5  | Ефросимовка              | деревня                      | ↘38       |
| 6  | Клевцовка                | деревня                      | ↘135      |
| 7  | Козьмодемьяновка         | деревня                      | ↘129      |
| 8  | Ниженка                  | деревня                      | ↘143      |
| 9  | Стародубцево             | деревня                      | ↘73       |
| 10 | Старый Лещин             | село, административный центр | ↘233      |
| 11 | Тереховка                | деревня                      | ↘57       |